# Minturno
Minturno település Olaszországban, Lazio régióban, Latina megyében. Lakosainak száma 20 268 fő (2023. január 1.). Minturno Coreno Ausonio, Formia, Sessa Aurunca, Spigno Saturnia és Santi Cosma e Damiano községekkel határos.

## Népesség
A település lakossága az elmúlt években az alábbi módon változott:
| Lakosok száma | 19 734 | 19 804 | 20 268 |
|               | 2017   | 2018   | 2023   |